# Варун Дхаван
Варун Дхаван (на английски: Varun Dhawan) е индийски кино-актьор.

## Биография
Варун Дхаван е роден на 24 април 1987 г. в Мумбай, Индия, в семейство на филмовия режисьор Дейвид и жена му Каруна. Завършва средно образование в колеж по икономика и икономика и има диплома по бизнес мениджмънт в Нотингам Трент университет

## Филмография
| Година | Филм                    | Роля                  |
| ------ | ----------------------- | --------------------- |
| 2012   | „Студент на годината“   | Рохан Нанда           |
| 2014   | Аз съм твоят герой      | Шринатх „Сину“ Прасад |
| 2014   | „Булка на Хъмпти Шарма“ | Хъмпти Шарма          |
| 2015   | „Бадлапур“              | Рагхав Пратап Синх    |
| 2015   | „Dilwale“               | Вир Ранхир Бакши      |
| 2017   | „Булка на Бадринатх“    | Бадринах Бансал       |
| 2017   | Близнеците 2            | Раджа / Прем          |